# Джамгурі
Футбольний клуб Джамгурі або просто Джамгурі (англ. Jamhuri Football Club) — професіональний танзанійський та занзібарський футбольний клуб з Занзібару.

## Історія
Заснований у 1953 році під назвою ФК «Альбалагаши», під якою виступав до 1964 року, коли внаслідок революції змінив свою назву на теперішню. Найпринциповішим суперником «Джамгурі» є СК «Мвете», оскільки обидва клуби представляють місто Вете, друге найбільше місто острова. «Джамгурі» — єдиний футбольний клуб з острова Пемба, який ставав чемпіоном занзібарської Прем'єр-лігу, 1 раз вигравав кубок Занзібару та двічі ставав фіналістом цього турніру.
На міжнародному рівні команда 2 рази виступала на континентальних турнірах, але в обох випадках припиняла боротьбу вже в попередньому раунді.

## Досягнення
- Прем'єр-ліга Занзібару
  -  Чемпіон (1): 2003

- Кубок Мапіндузі
  -  Володар (1): 1998
  -  Фіналіст (1): 2012

## Статистика виступів
| Сезон | Турнір                 | Раунд      | Клуб        | Вдома | На виїзді | Загалом |
| ----- | ---------------------- | ---------- | ----------- | ----- | --------- | ------- |
| 2012  | Кубок конфедерації КАФ | Попередній | Гванге      | 0-3   | 1-4       | 1-7     |
| 2013  | Ліга чемпіонів КАФ     | Попередній | Сент-Джордж | 0-3   | 0-5       | 0-8     |

## Відомі гравці
- Алі Бадру